# Monikangana Dutta
Moni Kangana Dutta es una modelo y actriz india basada en Mumbai. Ella es de Guwahati, Assam. Estudió en Army Public School, Narangi, Guwahati y más tarde se graduó en el Matreyi College, Universidad de Delhi.

## Modelaje
En 2001, Dutta ganó el concurso Metropolitan Top Model de France. La victoria le consiguió salir de la India para ir a trabajar a París durante dos años, durante los cuales caminó en la pasarela para diseñadores como Vivienne Westwood, Yoji Yamamoto, Christian Dior, Leonard, y Chloe. También modeló para Mac Cosmetics. La prensa internacional como el New York Times se refiere a ella como una exótica modelo india.  Apareció en editoriales para Vogue, Elle, Tank Magazine y la italiana Harper’s Bazaar y ha caminado en Paris Fashion Week, India Fashion Week, Milan Fashion Week y Australian Fashion Week. En su siguiente regreso a París, hizo anuncios para televisión para marcas de joyería. Además ganó el Fun, Fearless, Female Awards de la revista Cosmopolitan, en 2008 bajo la categoría de Modelo.
Es representada por IMG Models.

## Actuación
Hizo su debut en la película india de 2010, Guzaarish dirigida por Sanjay Leela Bhansali y protagonizada por Aishwarya Rai y Hrithik Roshan.